# Tombak (legering)

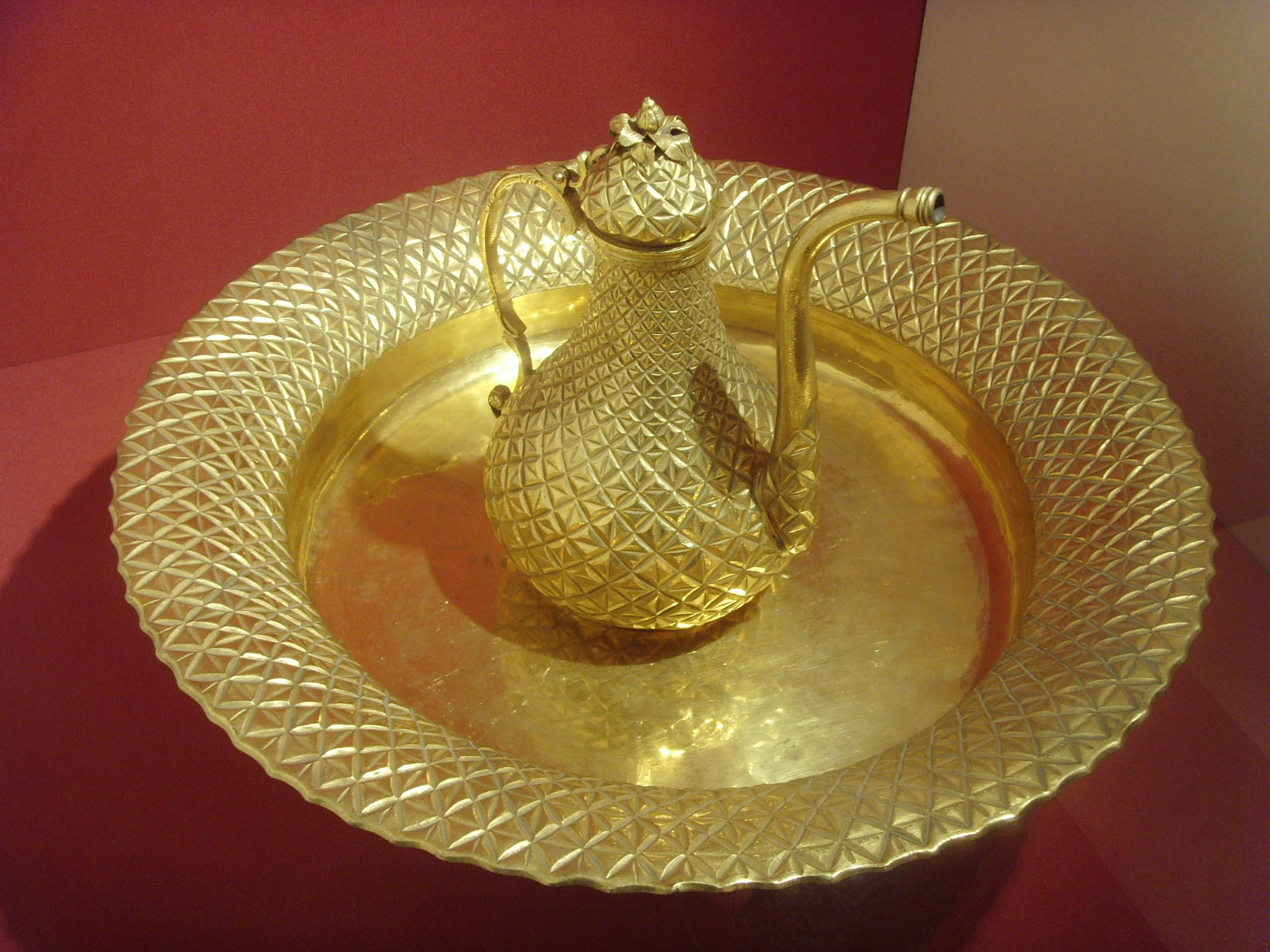
Kanna och fat tillverkade av tombak - 1870 – ur samling på Turkiska och islamiska konstmuseet - förd till museet 1926 från Sultana Pertevniyals grav

Tombak eller Tomback (från malajiska: tembaga, koppar) är en mässingslegering med hög halt av koppar (minst 70 procent) och 5–20 procent zinkhalt. Tenn, bly eller arsenik kan tillsättas för färgning. Den är en billig formbar legering som främst används för medaljer, prydnad, oäkta bladguld och viss ammunition. Med tillsats av arsenik fås vit tombak. Kallas på engelska även red bronze (röd brons). Vid äldre användning kan termen gälla mässingslegering med en zinkhalt så hög som 28–35 procent. Tombak med 12-18 procent zink har en vacker guldgul färg.

## Etymologi
Termen tombak härstammar från tembaga, ett indonesiskt/malajiskt ord av javanesiskt ursprung som betyder koppar. Tembaga började användas i Nederländerna samtidigt med landets kolonisering av Indonesien. Sannolikt användes termen generiskt för att beskriva indonesiska mässingsartiklar med hög kopparhalt, inklusive gamelan-gonggonger. Det är ett av de mycket få indonesiska lånorden som används på engelska eller tyska.

## Vanliga typer
- Modern CuZn15 (DIN: CuZn15; UNS: C23000; BS: CW 502L (CZ 102); ISO: CuZn15) - tombak med guldfärg, mycket bra för kallformning, lämplig för pressning, hamring eller prägling
- modern CuZn12 (ej standardiserad) - samma egenskaper och tillämpningar som CuZn15, något annorlunda färg
- modern CuZn10 (DIN: CuZn10; UNS: C22000; BS: CW 501L (CZ 101); ISO: CuZn10) - liknande egenskaper och tillämpningar som CuZn15 och CuZn12, märkbart rödaktig färg
- modern vit tombac - CuZn10 som är zinkhalt 10 procent, med spår av arsenik
- modern emaljtombac - en legering av 95 procent koppar och 5 procent zink, lämplig för emaljering, därför namnet.

Andrew Ure noterar följande former av tombak i utbredd användning under den tid texten publicerades (1856):
- "Förgylld tombac":
  - Koppar 82 procent, zink 18 procent, bly 1,5 procent, tenn 3 procent
  - Koppar 82 procent, zink 18 procent, bly 3 procent, tenn 1 procent
  - Koppar 82 procent, zink 18 procent, bly, tenn 0,2 procent
- "Fransk tombac för svärdhandtag", svärdsknapp och beslag: koppar 80 procent, zink 17 procent, 3 procent tenn
- "Yellow tombac of Paris" för förgyllda ornament: koppar 85 procent, zink 15 procent, spårprocent tenn
- "Hannover tombac ": koppar 85,3 procent, zink 14,7 procent
- Chrysochalk: koppar 86 procent, zink 14 procent
- "Red tombac of Paris": koppar 90 procent, zink 7,9 procent, 1,5 procent bly
- "Röd tombac från Wien": koppar 97,8 procent, zink 2,2 procent.

Piggot uppger att mässingen som användes för maskiner och lokomotiv i England bestod av koppar 74,5 procent, zink 25 procent och bly 0,5 procent, vilket skulle göra det till en tombak enligt Ure.

## Användning

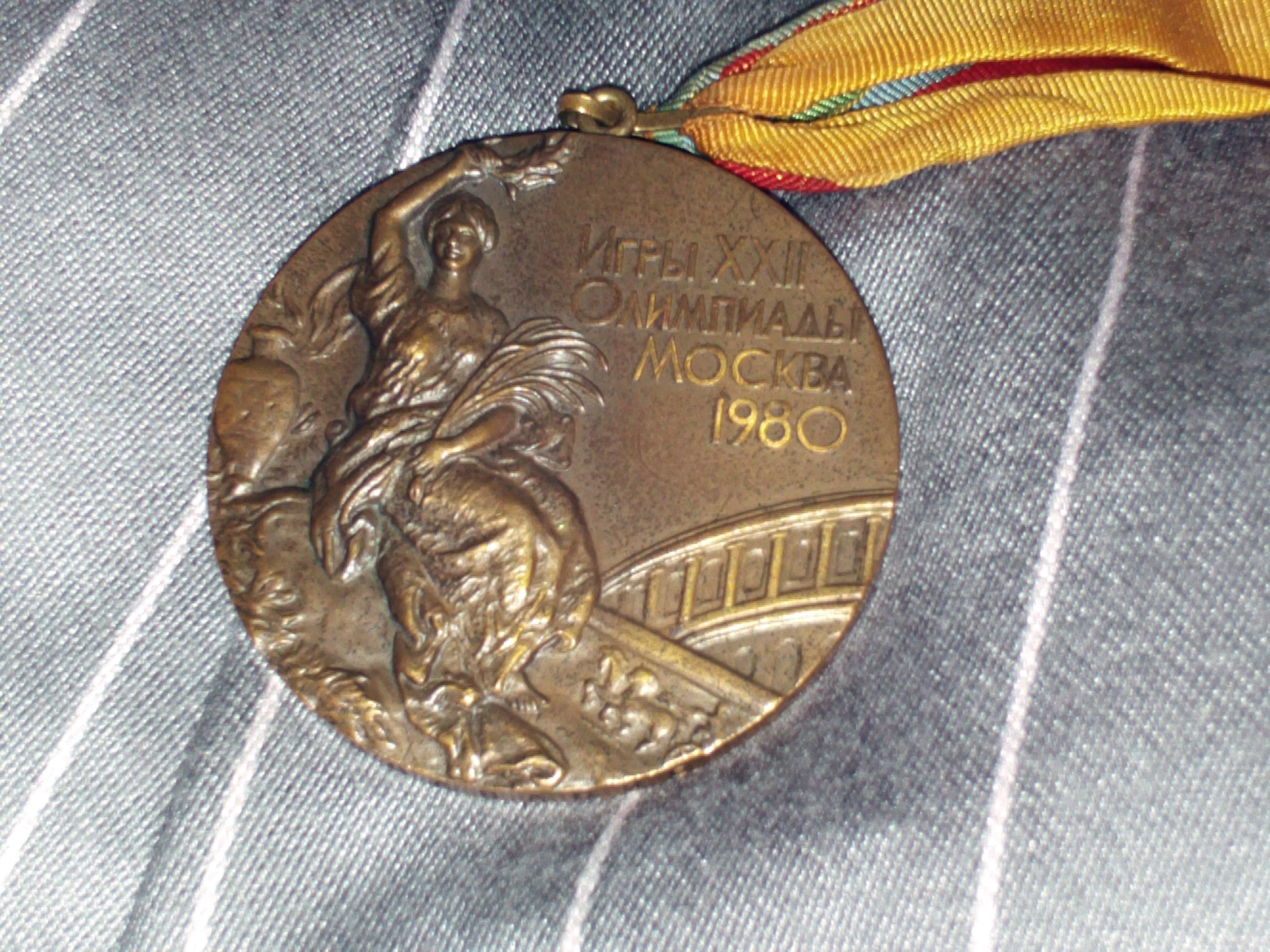
En "bronsmedalj" (tombak) från Olympiska sommarspelen 1980

Tombak är mjuk och lätt att bearbeta för hand: handverktyg kan enkelt stansa, skära, emaljera, repousse, gravera, förgylla eller etsa den. Den har en högre glans än de flesta typer av mässing eller koppar, och smälter inte lätt. Historiskt sett användes den av javaneserna som en falsk guldfinish för föremål d'art och ornament.
Oftast används tombak i det moderna samhället i medaljer och utmärkelser av mindre betydelse, till exempel den tyska Oldenburg Long-Service Medallion för deras gendarmeri.
- Pickelhuva och cuirass från den kejserliga tyska och preussiska armén var en gång gjorda av tombak.
- Tyska, särskilt preussiska, fältuniformer (som också såldes för att utrusta de vita ryssarna) hade knappar och dekorativa beslag av tombak.
- För närvarande används tombakfolier i konst och hantverk för dekorativa artiklar, särskilt som ett ekonomiskt alternativ till mycket dyrt bladguld.
- Industrin använder tombakfolie för uppvärmning av folier och etsningsapplikationer.
- Förgylld metall är en typ av tombak som är ett av de vanligaste mantelmaterialen för fullmetall och ihåliga kulor.
- De olympiska "bronsmedaljerna" 1980 var faktiskt tombac.
- Under andra världskriget präglade Kanada 5-centmynt (nickel) i tombak 1942 och 1943.
- Den tyska militären använde den för några stridsmedaljer under andra världskriget.
- Den svenska försvarsmakten tillämpade en specialammunition för kulsprutepistol m/45 med en gravpläterad stålmantel som omger blykärnan i kulan som laddats i patronen. Medan pipans räfflor kan skära in i tombak, motstår stålmanteln deformation och får därmed gastrycket att stiga högre än den tidigare mjukmantlade m/39, vilket ger 6,8 g (106-kornig) kula en mynningshastighet på 420 m/s.[9]
- Mässingslegeringar, inklusive tombak, används ibland i arkitektur, såsom ornament, tak eller ytterväggsplätering. De tål korrosion väl.[10]